# Internal Revolution
Internal Revolution è il quarto album in studio del gruppo metalcore statunitense Diecast, pubblicato il 19 settembre 2006 dalla Century Media Records.

## Tracce
Testi di Paul Stoddard.
1. Internal Revolution – 3:19 (musica: Jon Kita, Paul Trust)
2. Never Forget – 3:13 (musica: Kita, Trust)
3. Hourglass – 3:52 (musica: Kita, Trust)
4. Fractured – 5:51 (musica: Kita, Trust)
5. Weakness – 6:00 (musica: Kita, Trust)
6. Fade Away – 4:10 (musica: Kirk Kolaitis, Trust)
7. Out of Reach – 4:21 (musica: Kita, Trust)
8. S.O.S. – 3:58 (musica: Kita, Trust)
9. Nothing I Could Say – 3:54 (musica: Kita, Trust)
10. Definition of a Hero – 3:18 (musica: Kita, Trust)
11. The Coldest Rain – 4:53 (musica: Stoddard)

## Formazione
- Paul Stoddard – voce
- Jonathan Kita – chitarra solista
- Kirk Kolaitis – chitarra ritmica
- Brad Horion – basso
- Dennis Pavia – batteria